# Diseño pasivo

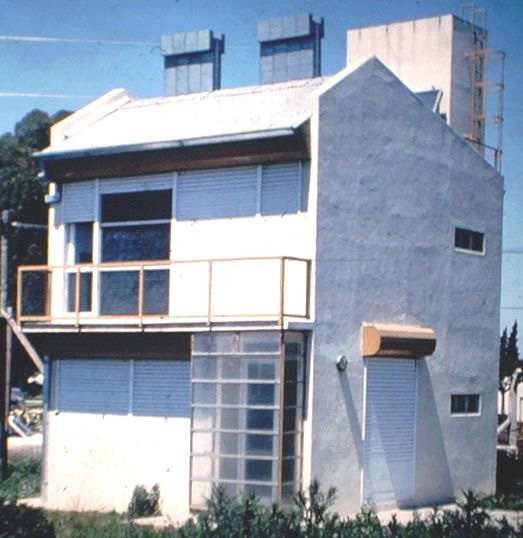
La casa solar de La Plata integra estrategias de diseño para minimizar el uso de energía en climatización. Tales como: muros de agua, agua caliente solar, aislamiento térmico, ventilación cruzada, ventilación selectiva, protección solar, techo ventilado, chimenea solar, secado solar de ropa, refrescamiento solar.

Diseño pasivo es un método utilizado en arquitectura con el fin de obtener edificios que logren su acondicionamiento ambiental mediante procedimientos naturales. Utilizando el sol, las brisas y vientos, las características propias de los materiales de construcción, la orientación, entre otras.
Dado que un edificio se construye con el fin de cobijar y separarnos del clima exterior creando un clima interior, cuando las condiciones del exterior impiden el confort del espacio interior se recurre a sistemas de calefacción o refrigeración. El diseño pasivo busca minimizar el uso de estos sistemas y la energía que consumen.

## Medidas de diseño
Entre las medidas de diseño más eficaces se encuentran
- el ahorro de energía mediante el uso de aislamiento térmico.
- la conservación de energía mediante el uso de equipos de climatización eficientes
- orientación adecuada de cada ventana respecto al sol.
- protección solar sobre las ventanas
- ventilación natural
- uso de la inercia térmica

## Clima del lugar
Así el clima donde se va a localizar el edificio se define por la temperatura, los niveles de humedad, la velocidad y dirección de los vientos y el soleamiento del sitio. Entonces las condiciones climáticas pueden constituir un inconveniente o una ventaja para un adecuado rendimiento energético de la casa.
Se aplican entonces conceptos simples de la vida cotidiana como:
- si hace demasiado frío para sentirnos confortables entonces nos abrigamos = aislamiento térmico
- si es un día ventoso y tenemos frío buscamos algún objeto para protegernos y volver al confort = protección eólica
- si hace demasiado calor y estamos al sol buscamos la sombra = protección solar
- si hace calor aún a la sombra buscamos la brisa para refrescarnos = ventilación
- si hace calor y el aire está muy seco buscamos algún sótano umbrío y fresco = masa térmica

## Sistemas solares pasivos

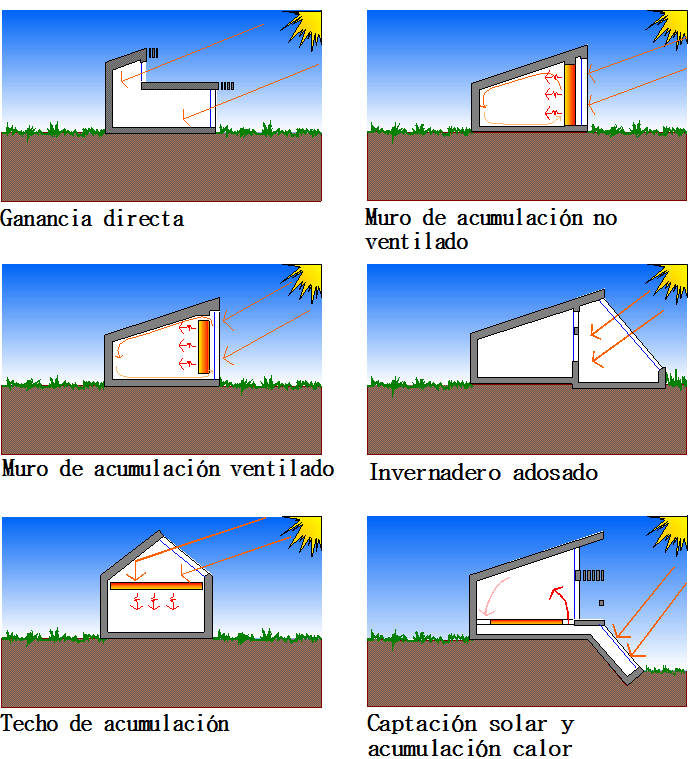
Esquemas de los principales sistemas solares pasivos.

Los sistemas solares pasivos se utilizan principalmente para captar y acumular el calor proveniente de la energía solar. Se les llama pasivos ya que no se utilizan otros dispositivos electromecánicos (bombas recirculadoras, ventiladores, etc) para recircular el calor. Esto sucede por principios físicos básicos como la conducción, radiación, convección del calor.

### Ganancia directa
Es el sistema más sencillo e implica la captación de la energía del sol por superficies vidriadas que son dimensionadas para cada orientación y en función de las necesidades de calor del edificio o local a climatizar.

### Muro de acumulación no ventilado
También conocido como muro trombe, es un muro construido en piedra, ladrillos, hormigón o hasta agua pintado de negro o color muy oscuro en la cara exterior. Para mejorar la captación se aprovecha una propiedad del vidrio que es generar efecto invernadero por el cual la luz visible ingresa y al tocar el muro lo calienta emitiendo radiación infrarroja a la cual en vidrio es opaco. Por este motivo se eleva la temperatura de la superficie oscura y de la cámara de aire existente entre el muro y el vidrio.

### Muro de acumulación ventilado
Similar al anterior pero incorpora orificios en la parte superior e inferior para facilitar el intercambio de calor entre el muro y el ambiente mediante convección.

### Invernadero adosado
En este caso al muro que da al mediodía se le incorpora un espacio vidriado que puede ser habitable y mejora la captación de calor durante el día y reduce las pérdidas de calor hacia al exterior.

### Techo de acumulación de calor
En ciertas latitudes es posible usar la superficie del techo para captar y acumular la energía del sol. También conocidos como estanques solares requieren de complejos dispositivos móviles para evitar que se escape el calor durante la noche.

### Captación solar y acumulación calor
Es un sistema más complejo y permite combinar la ganancia directa por ventanas con colectores solares de aire o agua caliente para acumularlo debajo del piso. Luego de modo similar al muro acumulador ventilado se lleva el calor al ambiente interior. Adecuadamente dimensionado permite acumular calor para siete o más días.
En casi todos los casos se los puede utilizar como sistemas de refrescamiento pasivo invirtiendo el sentido de funcionamiento.